# Messier 48
Messier 48 (M48 ili NGC 2548) je otvoreni skup u zviježđu Vodenoj zmiji. Charles Messier otkrio ga je i katalogizirao 19. veljače 1771. godine. Prilikom izračunavanja položaja načinio je pogrešku i zapisao je pogrešnu poziciju. Dugo vremena se vjerovalo da M48 ne postoji.
M48 je ponovno otkrila Caroline Herschel 1783. godine. William Herschel uvrstio ga je u svoj katalog kao H VI.22 1786. godine.

## Svojstva
M48 je poprilično sjajan i uočljiv skup. Prividan promjer skupa je skoro dvostruko veći od Mjeseca, oko 54 lučne minute. Skup se sastoji od 80 zvijezda sjajnijih od + 13 magnitude. Jezgra skupa je nešto gušća i proteže se na 30'. Udaljenost skupa je oko 1500 svjetlosnih godina i njegov stvaran promjer je oko 23 svjetlosne godine. 
Starost skup je procijenjena na 300 milijuna godina. Najtoplija zvijezda je spektralne klase A2 i prividnog sjaja od magnitude + 8,8. Sjaj te zvijezde je oko 70 veći od sjaja Sunca. Skup sadrži još nekoliko narančastih divova spektralne klase K.

## Amaterska promatranja
Zbog svojih velikih dimenzija skup će najbolje izgledati u dalekozoru ili malom teleskopu velika vidnog polja. Skup svojim izgledom donekle podsjeća na uvećanu inačicu M47. 
Za dobrih uvjeta moguće ga je vidjeti golim okom.

## Vanjske poveznice
- SEDS: NGC 2548